# ورل نيلي
ورل نيلي (بالإنجليزية: Nile monitor) (باللاتينية: Varanus niloticus)، نوع من الورل من أكبر الحرشفيات الزاحفة في فصيلة الورليات··

## نطاق الانتشار
ينتشر الورل النيلي في المناطق الوسطى والجنوبية من القارة الأفريقية ولا سيّما على ضفاف نهر النيل في السودان ومصر، ولكن لا يعيش في المناطق الصحراوية من القارة السمراء. يتغذى على القوارض والزواحف الأصغر حجمًا والثعابين والسمك والجيف والطيور الصغيرة وبيض الزواحف والطيور والضفادع والحشرات 

## الوصلات الخارجية
- http://www.youtube.com/watch?v=kXdAyUNhJL8.اطعام ورل نيلي.
- http://www.monitor-lizards.net/species/polydaedalus/niloticus.htm.موقع يهتم بأنواع الورليات